# Prêmio Leelavati
O Prêmio Leelavati (em inglês:  Leelavati Prize) é concedido pela União Internacional de Matemática (UMI) por méritos na comunicação pública da matemática, concedido a primeira vez no Congresso Internacional de Matemáticos (ICM) de 2010 em Hyderabad, Índia. É patrocinado pela Infosys e leva o nome da obra principal Lilavati de Bhaskara II. Nele, os problemas de aritmética são colocados em versos (dirigidos a Lilavati, talvez sua filha). Foi um dos livros de matemática mais importantes da Índia medieval.
É dotado com 1 milhão de rúpias indianas (cerca de 12 000 euros). Originalmente, era destinado a ser um prêmio único no ICM em Hyderabad e foi patrocinado pelos organizadores indianos, mas a IMU mais tarde o adotou de forma permanente.

## Recipientes
| Ano  | Laureado      | Motivo |
| ---- | ------------- | --- |
| 2010 | Simon Singh   | "Por contribuições importantes para o alcance público da matemática por um indivíduo." |
| 2014 | Adrián Paenza | Por suas contribuições decisivas para mudar a mente de um país inteiro sobre a maneira como ele percebe a matemática na vida diária e, em particular, por seus livros, seus programas de TV e seu dom único de entusiasmo e paixão em comunicar a beleza e a alegria da matemática." |
| 2018 | Ali Nesin     | "Por suas contribuições notáveis para aumentar a consciência pública da matemática na Turquia, em particular por seu trabalho incansável na criação da" Vila Matemática "como um lugar excepcional e pacífico para educação, pesquisa e exploração da matemática para todos."        |